# Мальгин, Андрей Викторович
Андре́й Ви́кторович Мальги́н (род. 20 апреля 1958, Севастополь) — советский и российский журналист, литературовед, литературный критик, издатель, предприниматель.

## Биография
Родился в семье офицера ВМФ. В возрасте одного месяца был перевезён родителями в Московскую область, куда отца перевели по службе. Ещё обучаясь в средней школе, начал публиковаться в «Комсомольской правде», в разделе «Алый парус», которым тогда руководил Юрий Щекочихин. Именно Щекочихина Мальгин и считает своим первым учителем в журналистике.
В 1975 году поступил на международное отделение факультета журналистики МГУ и в 1977 году по студенческому обмену был отправлен на учёбу в Варшавский университет, на факультет журналистики и политических наук. Из Польши присылал статьи о современной музыке в журналы «Ровесник» и «Студенческий меридиан», совместно с Татьяной Бодровой готовил музыкальные программы для радиостанции «Юность» Всесоюзного радио. По его утверждению, был первым советским журналистом, взявшим интервью у Эрика Клэптона, приехавшего в Польшу с гастролями.
В 1980 году был выслан из Польши по решению КГБ СССР, после чего с большим трудом восстановился на журфаке МГУ и в течение восьми лет был невыездным.
В 1982 году окончил журфак МГУ и поступил на работу в отдел литературоведения «Литературной газеты». Опубликовал множество статей и рецензий на книги современных авторов. Много писал о молодых поэтах (А. Парщиков, И. Жданов, А. Ерёменко, М. Кудимова, О. Хлебников, В. Коркия), организовывал их литературные вечера. Вечер молодой поэзии с участием музыкантов Бориса Гребенщикова и Сергея Курёхина, организованный Мальгиным, был запрещён, когда публика уже прибыла к Центральному дому работников искусств, в результате чего в соседних со зданием КГБ на Лубянке переулках произошло нечто вроде стихийных волнений. После этого случая был уволен из «Литературной газеты». В 1986—1990 годах заведовал отделом литературы и искусства газеты «Неделя», где активно публиковал ранее запрещённых авторов. В частности, там впервые после его эмиграции был опубликован Сергей Довлатов. Мальгин как публикатор эмигрантской литературы не раз упоминается в переписке Довлатова, писатель подарил ему две книги с такими надписями: «Люблю я Мальгина Андрея, что очень странно, не еврея» и «Люблю Андрея Мальгина на фоне разного г…» После смерти Довлатова Мальгин опубликовал некролог в газете «Московские новости».
С началом перестройки выпустил несколько литературоведческих книг. Автор брошюр «Поэзия труда» (1986) и «Публицистика в поэзии (Роберт Рождественский и Евгений Евтушенко)» (1988), а также сборника интервью с советскими поэтами «Беседы о поэме» (1990, включены интервью с Евтушенко, Рождественским, Львом Озеровым, Егором Исаевым, Игорем Шкляревским, Андреем Вознесенским), опубликованных издательством «Знание» в массовой научно-популярной серии «Новое в жизни, науке, технике». В 1990 году выпустил отдельным изданием более развёрнутый очерк поэзии Роберта Рождественского.
В марте 1990 года был избран депутатом Моссовета на первых демократических выборах. В 1990 году основал общественно-политический журнал «Столица» и стал его главным редактором (до мая 1996 года). В дальнейшем занимался рекламным и издательским бизнесом. Являлся соучредителем (треть доли) и издателем газеты бесплатных объявлений «Центр Плюс».
В феврале 1991 года опубликовал в «Столице» статью «Самый советский из поэтов», в которой выступил с обвинениями поэта В. И. Лебедева-Кумача в плагиате текста песни «Священная война». По его мнению, автором этой песни является учитель словесности из Рыбинска А. А. Боде. В своей статье Мальгин также обвинил Лебедева-Кумача в плагиате фокстрота «У самовара». Однако, как отмечает Г. А. Скороходов, пластинка с этой песней, записанная в 1934 году Л. О. Утёсовым, вышла без указания автора, а имя Лебедева-Кумача появилось на пластинке 1975 года с подачи самого Утёсова. Музыковед-историк, профессор Евгений Михайлович Левашёв в своей работе подтверждает эти обвинения в плагиате.
В 2008 году продал «Центр Плюс» конкурирующему холдингу «Медиа3», после чего уехал жить в Италию: «Я не собирался эмигрировать. <…> я продал свой бизнес в Москве, причём в очень сложных условиях, когда он подвергся жёсткой рейдерской атаке, и надо было куда-то вложить образовавшиеся средства. Мы с женой посоветовались и решили купить дом в Италии, причём в Тоскане, которую мы давно знали и очень любили. Первоначально мы думали жить в этом доме не больше нескольких месяцев в году. Но втянулись, и поездки в Москву становились всё короче и короче». В 2013 году газета «Коммерсантъ» написала: «Живя за границей, журналист не чувствует себя зависимым от мнения российской политической элиты. Дом у Андрея Мальгина большой и довольно старый. Пожилой хозяин продал его вместе с антикварной мебелью (за сколько — нынешний хозяин не сообщает). Прошлое у дома тоже непростое, богемное: тут одно время жила французская певица Далида, гостила Лайза Миннелли. Мальгину пришлось поменять кухню и отопление, а спальни оставили как есть, и ставни тоже (зелёные, как по всей Тоскане). Вся терраса в цветах, поют птицы, светит солнце, на соседней горе виднеется старинный посёлок Буджано. <…> У Мальгина квартира в Москве, она приносит ему $10 тысяч в месяц. Если учесть, что в Италии хорошей зарплатой считается €2—2,5 тысячи, его можно считать весьма состоятельным человеком. Помимо этого, удаётся заработать писательской деятельностью». В дальнейшем Мальгин продал свою московскую квартиру главе Совета по правам человека при президенте Валерию Фадееву.

## Писатель
В 2005 году Мальгин впервые выступил как прозаик, опубликовав в издательстве Kolonna publications острый политический роман-памфлет «Советник президента». Роман стал бестселлером, обозреватели рынка сравнивали его популярность с книгой Дэна Брауна «Код да Винчи».
Книга переведена на французский и венгерский языки. Продолжением книги стала пьеса «Присядкин на том свете», опубликованная в сборнике «Путин.doc». Дмитрий Быков отозвался о романе так:

«Шишкин лес» отдыхает… Вы найдёте тут всех — иных под прозрачными псевдонимами, иных в предельно обобщённом виде, но мало не покажется никому. Чиновники Московской мэрии, гении воровства и совершенно азиатского лизательства; молодые гэбешные волки из президентской администрации; журналисты и шоумены, скурвившиеся прожектора перестройки и маразмирующие шестидесятники, мальчики и девочки из растленной золотой молодёжи… никого не пожалел человек, который в начале девяностых искренне верил в возможность какого-то нового пути! Всю силу своего разочарования вложил он в эту трёхсотстраничную книгу
— Д. Л. Быков. «Собеседник», № 2 (1052), 12—18.01.2005, с. 10
Автор сценария телесериала «Дело следователя Никитина (2012)».

## Блогер
Начиная с 2005 года по предложению издателя Дмитрия Волчека начал вести собственный блог в Живом Журнале. В 2008 году опубликовал отдельным изданием записи своего блога, в ряде случаев вместе с комментариями других пользователей.
12 октября 2011 года выложил на сервис YouTube цитату из записи «Нашего радио» песни Андрея Макаревича «К нам в Холуёво приезжает Путин», в первые два дня её посмотрело более 100 000 человек. 18 октября «Наше радио», сославшись на нарушение авторских прав, заблокировало видеозапись этой песни путём блокировки учётной записи Мальгина на ресурсе YouTube. К тому времени ролик с песней посмотрели 250 тысяч пользователей, а запись передачи, в которой была исполнена песня — 3800 человек.

## Оценки
Дмитрий Быков считает, что Мальгин — один из лучших российских журналистов и редакторов, а Юлия Латынина пишет, что он «ведёт один из самых лучших российских блогов в ЖЖ». Валерия Новодворская утверждала, что «Андрей Мальгин достоин самых высоких почестей и самого большого уважения, потому что мало найдётся редакторов, которые вот так поступят, согласятся скорее на гибель своего издания, чем на предательство, скорее уйдут в никуда, чем будут служить делу враждебному».
8 сентября 2023 года Министерством юстиции России внесён в список физических лиц — «иностранных агентов».

## Семья
Cупруга — Елена, дочь Анастасия застрелилась 14 февраля 2008 года в возрасте 22 лет.
В начале 2009 года Мальгин с женой усыновили 11-месячного ребёнка Митю[уточнить], по состоянию на 2011 год проживает большую часть времени с семьёй в собственном доме в Тоскане, Италия, бывая в России наездами[уточнить].